# Horten Futsal 2009-2010
Questa voce raccoglie le informazioni riguardanti l'Horten Futsal nelle competizioni ufficiali della stagione 2009-2010.

## Stagione
L'Horten ha partecipato alla Futsal Eliteserie 2009-2010, seconda edizione del massimo campionato norvegese riconosciuto dalla Norges Fotballforbund. La squadra ha chiuso l'annata all'8º posto finale, peggiorando il 7º posto della stagione precedente. Henrik Arnesen ha fatto parte della squadra nel corso di questa annata.

## Rosa
| N° | Naz.                | Ruolo | Sportivo           | Anno     |  |  |
| -- | ------------------- | ----- | ------------------ | -------- |  |  |
|    | Norvegia (bandiera) | DIF   | Henrik Arnesen     |          |  |  |
|    | Norvegia (bandiera) | DIF   | Selim Muho         | 08.03.83 |  |  |
|    | Norvegia (bandiera) | UNI   | Kristoffer Silberg | 26.03.85 |  |  |
|    | Norvegia (bandiera) |       | Christer Andersen  |          |  |  |
|    | Norvegia (bandiera) |       | Geir Andersen      |          |  |  |
|    | Norvegia (bandiera) |       | Thomas Knutsen     |          |  |  |
|    | Norvegia (bandiera) |       | Kjetil Kristiansen |          |  |  |
|    | Norvegia (bandiera) |       | Rune Larsen        |          |  |  |
|    | Norvegia (bandiera) |       | Alen Patros        | 07.02.88 |  |  |
|    | Norvegia (bandiera) |       | Evan Patros        | 04.10.89 |  |  |
|    | Norvegia (bandiera) |       | André Sandum       |          |  |  |
|    | Norvegia (bandiera) |       | Per Egil Swift     | 22.01.72 |  |  |

## Risultati

### Eliteserie

#### Girone di andata
| 21 novembre 2009, ore 14:00 1ª giornata | Lillehammer | 5 – 6 referto | Horten | \| Arbitro: \| Hussain \| |
| Arbitro:                                | Hussain     |               |        |                           |

| 21 novembre 2009, ore 20:00 2ª giornata | Horten       | 3 – 7 referto | Nordpolen | \| Arbitro: \| Rafiq (Oslo) \| |
| Arbitro:                                | Rafiq (Oslo) |               |           |                                |

| 22 novembre 2009, ore 14:00 3ª giornata | KFUM Oslo | 6 – 2 referto | Horten | \| Arbitro: \| Rønningen \| |
| Arbitro:                                | Rønningen |               |        |                             |

| 12 dicembre 2009, ore 12:00 4ª giornata | Horten        | 5 – 5 referto | Nidaros | \| Arbitro: \| Thorsø Hansen \| |
| Arbitro:                                | Thorsø Hansen |               |         |                                 |

| 12 dicembre 2009, ore 18:00 5ª giornata | Vegakameratene | 5 – 4 referto | Horten | \| Arbitro: \| Rafiq (Oslo) \| |
| Arbitro:                                | Rafiq (Oslo)   |               |        |                                |

| 12 dicembre 2009, ore 12:00 6ª giornata | Horten | 4 – 5 referto | Sandefjord | \| Arbitro: \| Myhren \| |
| Arbitro:                                | Myhren |               |            |                          |

| 12 dicembre 2009, ore 18:00 7ª giornata | Solør   | 3 – 3 referto | Horten | \| Arbitro: \| Krokdal \| |
| Arbitro:                                | Krokdal |               |        |                           |

| 16 gennaio 2010, ore 20:00 8ª giornata | Holmlia | 3 – 3 referto | Horten | \| Arbitro: \| Sjelle \| |
| Arbitro:                               | Sjelle  |               |        |                          |

| 17 gennaio 2010, ore 14:00 9ª giornata | Horten   | 5 – 6 referto | Fyllingsdalen | \| Arbitro: \| Pedersen \| |
| Arbitro:                               | Pedersen |               |               |                            |

#### Girone di ritorno
| 6 febbraio 2010, ore 13:00 10ª giornata | Horten    | 6 – 3 referto | Lillehammer | \| Arbitro: \| Myklebust \| |
| Arbitro:                                | Myklebust |               |             |                             |

| 6 febbraio 2010, ore 21:00 11ª giornata | Nordpolen | 2 – 3 referto | Horten |  |

| 6 febbraio 2010, ore 21:00 12ª giornata | Horten           | 2 – 3 referto | KFUM Oslo | \| Arbitro: \| Bjørndalen Røang \| |
| Arbitro:                                | Bjørndalen Røang |               |           |                                    |

| 20 febbraio 2010, ore 20:00 13ª giornata | Nidaros | 4 – 0 referto | Horten | \| Arbitro: \| Myhren \| |
| Arbitro:                                 | Myhren  |               |        |                          |

| 20 febbraio 2010, ore 11:00 14ª giornata | Horten        | 2 – 5 referto | Vegakameratene | \| Arbitro: \| Thorsø Hansen \| |
| Arbitro:                                 | Thorsø Hansen |               |                |                                 |

| 21 febbraio 2010, ore 12:00 15ª giornata | Sandefjord | 4 – 5 referto | Horten | \| Arbitro: \| Krokdal \| |
| Arbitro:                                 | Krokdal    |               |        |                           |

| 6 marzo 2010, ore 12:30 16ª giornata | Horten | 7 – 1 referto | Solør |  |

| 6 marzo 2010, ore 20:00 17ª giornata | Horten | 3 – 5 referto | Holmlia |  |

| 7 marzo 2010, ore 12:30 18ª giornata | Fyllingsdalen | 10 – 3 referto | Horten |  |